# Óblast autónomo de Karakalpakia
El Óblast Autónomo de Karakalpakia (en ruso; Кара-Калпакская автономная область, en kazajo; Қарақалпақ автономиялы облысы, en uzbeko; Қорақалпоқ автоном вилояти, en karakalpako; قاراقالپاق موختار آبلسی) fue un óblast autónomo de la Unión Soviética, creado el 16 de febrero de 1925 con la separación de tierras de las zapatillas de la República Autónoma Socialista Soviética del Turquestán, y la República Soviética Socialista de Corasmia.

## Historia
Inicialmente ubicado en la República Autónoma Socialista Soviética de Kazajistán, el Óblast Autónomo de Karakalpakia fue transferido a la República Socialista Federativa Soviética de Rusia (RSFSR) desde el 20 de julio de 1930 hasta el 20 de marzo de 1932, en el que fue elevado al rango de República Autónoma Socialista Soviética de Karakalpakia; no obstante, fue agregada finalmente a la República Socialista Soviética de Uzbekistán el 5 de diciembre de 1936.

Las tribus karakalpakas, que difícilmente se distinguían desde el punto de vista étnico de las kazajas o uzbekas, fueron definidas como una nacionalidad y organizadas políticamente en una región autónoma, aunque los intentos de erigir una lengua separada karakalpaka no fueron acompañados por el éxito.

## Economía
En el pasado, la vida de los karakalpakos giraba en torno a la alimentación del ganado, la pesca y la irrigación de la agricultura. Los principales cultivos eran el trigo, el sorgo, la alfalfa, vegetales y frutas. Las praderas eran cultivadas de una manera extensiva para forrajes y piensos. A diferencia de sus vecinos kazajos y turkmenos, los karakalpakos no eran nómadas, sin embargo migraban según las estaciones con sus ganados desde sus cuarteles de invierno a los pastos de verano en las praderas. Bajo los Soviets, una importante parte del delta fue drenado e irrigado para la agricultura intensiva del algodón y arroz, al igual que el resto de Uzbekistán y la vecina Turkmenistán. Por ello, este fue el desarrollo del monocultivo del algodón aparejado con la construcción del canal karakum, que últimamente nos conduce al actual desastre ecológico en el mar de Aral.

## Demografía

Mapa del Turquestán ruso en el año 1900. El Kanato de Jiva aparece reflejando en el centro en gris.

La etnia titular del Óblast Autónomo Karakalpako eran los karakalpakos, una etnia perteneciente a la familia etnolinguística de los turcohablantes, que habitan principalmente la aislada región del antiguo delta del Amu Daria, al sur del mar de Aral. Su número exacto es desconocido, pero probablemente oscile en torno a los 600.000. Su tierra natal es la República Autónoma de Karakalpakia, establecida por los soviets en 1925. A pesar de su estatus de República Autónoma, Karakalpakia es efectivamente poco más que otra provincia dentro de la república independiente de Uzbekistán, aunque es la provincia más extensa, abarcando una tercera parte del territorio del país. Sin embargo, Karakalpakia está ocupada por secos e inhóspitos desiertos. En la época soviética su principal uso era la producción de algodón y proveer de lugares aislados para probar armas químicas y biológicas. Durante la pasada década, se han identificado yacimientos de petróleo y gas natural en el distrito de la llanura de U'stirt y en los fondos del mar de Aral.

## Bienestar social
Los karakalpakos son menos de la tercera parte de los habitantes de Karakalpakistán, y viven junto a numerosas poblaciones de Uzbekos de Jiva en el sur, y de kazajos en el norte, aparte de algunos turcomanos Yomud en la frontera occidental. Los karakalpakos son uno de los más pobres grupos étnicos en Uzbekistán, y sufren un alto índice de desempleo, generalmente unas pobres condiciones de vida y salud. En las décadas recientes han tenido que soportar todos los efectos de la desecación del mar de Aral y del bajo Amu Daria. La desertificación del delta norte ha conducido a una evacuación de la población rural y el crecimiento de los centros urbanos del sur, especialmente de la capital Nókis.

### Religión
Como el islam fue suprimido por las autoridades soviéticas, muchos karakalpakos han mantenido la apariencia de su fe, aunque las mezquitas son pocas y lejos unas de otras. Sin embargo, muchas de sus tradiciones tienen remotos orígenes, remontándose a la conversión de las tribus turcomanas al islam bajo la Horda de Oro.

## Cultura
Como todas las etnias que viven en monótonos y apartados medios desérticos, los kakakalpakos desarrollaron una vibrante y colorida cultura, que es claramente turcomana que hace permanecer únicos a los karakalpakos. Los karakalpakos sobrellevan su pobreza utilizando los materiales naturales y agrícolas a su disposición. A diferencia de los nómadas turcomanos, tienen un limitado acceso a la lana de oveja, en cambio utilizan el pelo de cabra, algodón, fibras y hierbas, pieles velludas y peladas. Sin embargo se dispone de textiles en los bazares locales, pero ellos son muy caros, por lo que las mujeres karakalpakas utilizan cada trozo de hilo y tela disponible, creando trabajos artísticos de virtualmente nada. Los más distintivos productos materiales de la cultura karakalpaka se expresan en el vestido de la mujer, especialmente los vestidos de novia, y en la decoración de la yurta karakalpaka.